# 3e bataillon étranger de parachutistes
Le 3e bataillon étranger de parachutistes est une unité dissoute de la Légion étrangère.

## Histoire

### Création
Le 15 novembre 1949, le 3e bataillon étranger de parachutistes est créé par la refonte de la 7e Compagnie d'Instruction de Parachutistes du 1er Etranger.

### Batailles
Il participe à la bataille de Diên Biên Phu.

### Dissolution
Le corps est dissous le 1er décembre 1955, il fusionne avec le 2e BEP. Pour former le 2e régiment étranger de parachutistes.